# Åsa Torstensson

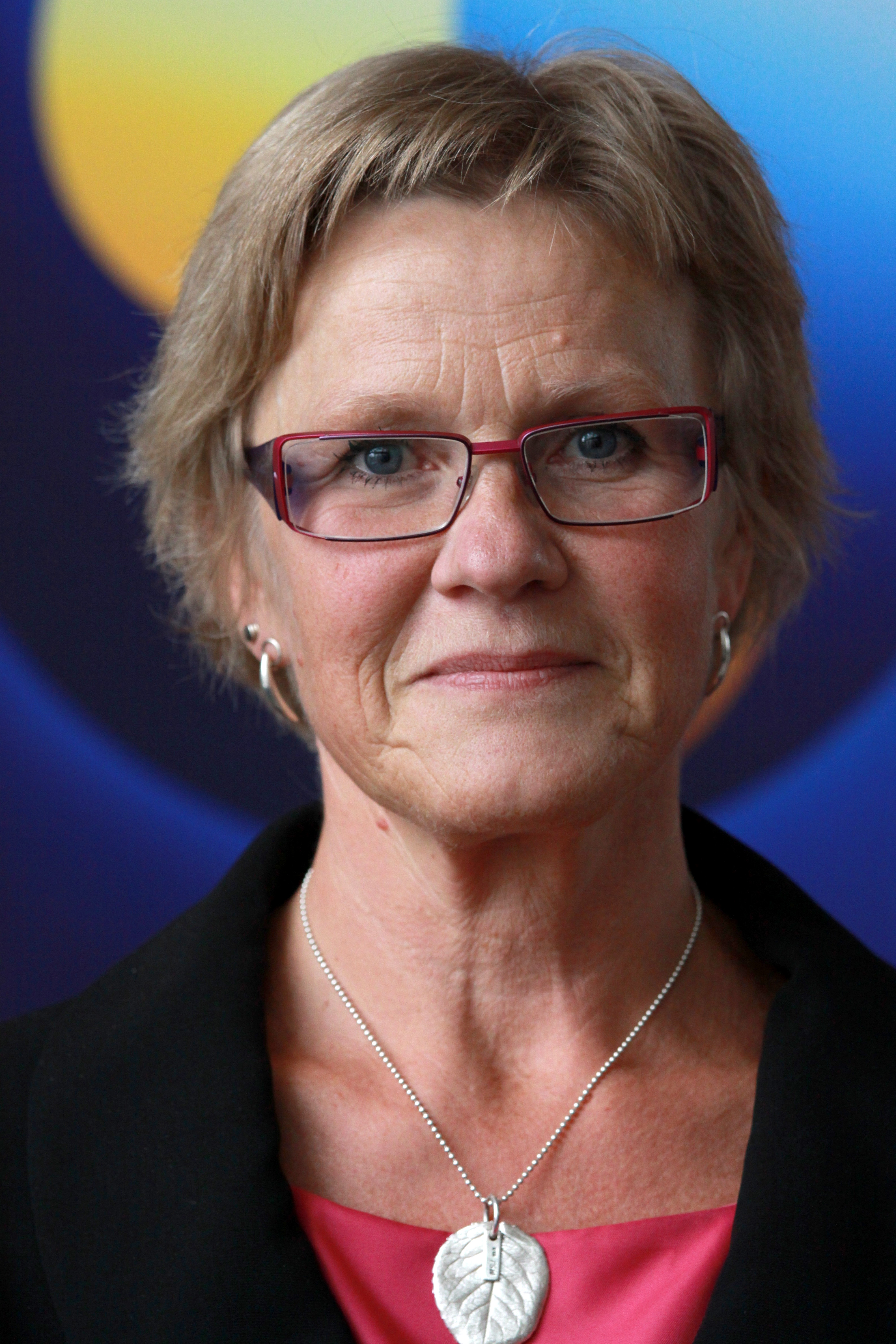
Åsa Torstensson im September 2009

Åsa-Britt Maria Torstensson (* 25. März 1958) ist eine schwedische Politikerin. Sie gehört der Zentrumspartei an und saß von 1998 bis 2014 als Abgeordnete im schwedischen Reichstag. Von Oktober 2006 bis Oktober 2010 war sie Infrastrukturministerin in der Regierung von Ministerpräsident Reinfeldt.
Torstensson studierte Sozialwesen an der Hochschule in Östersund. Anschließend arbeitete sie an verschiedenen Krankenhäusern und als Schulkurator.
Als 15-Jährige trat sie in die Jugendorganisation der Zentrumspartei ein. 1994 wurde sie als Stadtrat in Strömstad gewählt, ein Posten, den sie von ihrem Vater Torsten Torstensson übernahm. 1998 kam sie in den Reichstag. Nachdem die bürgerliche Allianz für Schweden die Reichstagswahl 2006 gewonnen hatte, wurde Åsa Torstensson Infrastrukturministerin im Wirtschaftsministerium. Bei der Regierungsneubildung nach dem erneuten Wahlsieg 2010 schied sie aus der Regierung aus.